# 2626 Belnika
2626 Belnika este un asteroid din centura principală, descoperit pe 8 august 1978, de Nikolai Cernîh.